# هنري فرنسيس كينان
هنري فرنسيس كينان (بالإنجليزية: Henry Francis Keenan)‏ (1850 - 7 مارس 1928)؛ صحفي وروائي أمريكي.